# دژ ورشو
دژ ورشو (به لهستانی: Twierdza Warszawa)، (به روسی: Варшавская крепость) مجموعه‌ای از استحکامات است که امپراتوری روسیه در دوره تسلطش بر لهستان طی قرن ۱۹ میلادی اقدام به ساخت آن نمود. اولین مرحله از استحکامات شهر ورشو بلافاصله پس از سرکوب قیام نوامبر با ساخت ارگ ورشو طی سال‌های ۱۸۳۲ تا ۱۸۳۴ میلادی آغاز شد. این استحکامات اولیه طی سال‌های بعد با افزودن استحکامات دیگر در اطراف آن توسعه پیدا کرد و در سال ۱۸۷۴ به اتمام رسید. چند سال بعد در ۱۸۷۹ میلادی دولت روسیه تزاری تصمیم گرفت تا استحکامات شهر را با افزودن ۲۰ دژ که سرتاسر شهر را در بر می‌گرفتند توسعه دهد که طی سال‌های ۱۸۸۳ تا ۱۸۹۰ اقدام به ساخت این حلقه دفاعی جدید شد. در آن زمان برنامه‌ای برای اتصال این استحکامات به دژ مودلین در شمال شهر از طریق زنجیره‌ای از دژهای کوچکتر وجود داشت که تنها قسمتی از آن تکمیل شد. بهبود روز افزون توانایی توپخانه‌ها باعث میشد تا عملیات مداوم جهت بهبود استحکامات دژها صورت بگیرد به صورتی که در انتها، مجموعه استحکامات شهر شامل ۲۹ دژ به همراه ارگ ورشو و تعداد زیادی مواضع دفاعی دیگر بود. 
پس از شکست روسیه در جنگ روسیه و ژاپن طی سال‌های ابتدایی قرن بیستم امپراتوری روسیه تغییراتی را در راهبردهای دفاعی خود اعمال کرد که در نتیجه آن حفظ مجموعه استحکامات شهر ورشو دیگر فایده نظامی نداشت و به همین دلیل در سال ۱۹۰۹ فرمان نابودی آن صادر شد. عملیات تخریب استحکامات به کندی پیش می‌رفت و در سال ۱۹۱۳ با شدت گرفتن تنش‌ها در اروپا فرمان توقف آن صادر شد. با شروع جنگ جهانی اول عملیات شتابزده‌ای برای بازگرداندن استحکامات به آمادگی رزمی انجام شد اما در اوت ۱۹۱۵ میلادی فرمان عقب نشینی سراسری از لهستان صادر شد و استحکامات ورشو رها شدند.

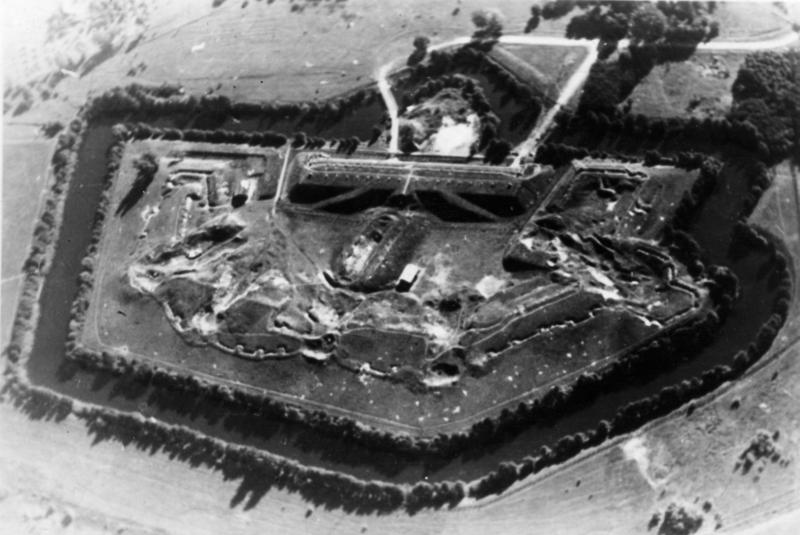
دژ شماره ۲ ورشو در سال ۱۹۳۹

با استقلال لهستان در سال ۱۹۱۸ میلادی عملیات برچیده شدن پاره‌ای از استحکامات ادامه یافت و قسمتی دیگر نیز توسط ارتش به عنوان انبار و سربازخانه به کار گرفته شد. طی نبرد ورشو در نبرد لهستان-شوروی پاره‌ای از استحکامات آماده دفاع شدند و در سال ۱۹۳۹ نیز در جریان محاصره ورشو استحکامات ورشو شاهد شدیدترین نبردها با نیروهای ارتش آلمان بودند. 
امروزه عمده این استحکامات هنوز هم وجود دارند و تنها قسمتی از آن‌ها در طی این سالیان به صورت کامل از میان رفته‌اند. اما به واسطه آنکه اجماعی برای استفاده امروزی از آن‌ها وجود ندارد بدون رسیدگی رها شده‌اند و در وضعیت خوبی نیستند، تنها ناحیه ارگ است که امروزه نگهداری می‌شود و به روی بازدید عموم باز است.